# Британско-черногорские отношения
Британско-черногорские отношения — двусторонние дипломатические отношения между Великобританией и Черногорией. Государства являются членами Совета Европы и НАТО, а также сражались на одной стороне как в Первой, так и во Второй мировой войне.

## История
В 1878 году Великобритания признала независимым и суверенным государством Княжество Черногория, после решения Берлинского конгресса. В то время Великобритания имела посольство в черногорском городе Цетине, а в настоящее время там располагается Музыкальная академия Университета Черногории.
После распада Сербии и Черногории Великобритания признала Черногорию независимым государством и 13 июня 2006 года установила дипломатические отношения. На тот момент Великобритания имела дипломатический офис в Подгорице. В марте 2009 года Эндрю, герцог Йоркский посетил Черногорию, чтобы официально открыть новое посольство Великобритании в Подгорице. В сентябре 2007 года Черногория открыла посольство в Лондоне (бывшее посольство Сербии и Черногории в Лондоне стало посольством Республики Сербия 5 июня 2006 года).

## Культурное сотрудничество
С 1994 года Британский совет представлен в Подгорице и находится в одном здании с посольством. Британский совет в Черногории поддерживает культурное сотрудничество между странами посредством совместной работы в сферах образования, творческих индустрий, управления и английского языка, а также с помощью поддержания и развития связей с правительственными, неправительственными и международными организациями на местном уровне.
В ходе переписи населения Великобритании 2001 года было зарегистрировано 31 244 человека, родившихся в бывшем государстве Сербия и Черногория.

## Политика
Великобритания решительно поддерживает членство Черногории в Европейском союзе и НАТО.